# Teuchern
Teuchern település Németországban, azon belül Szász-Anhalt tartományban. Lakosainak száma 7968 fő (2023. december 31.). Teuchern Schönburg, Wethau, Mertendorf, Stößen, Meineweh, Kretzschau, Zeitz, Hohenmölsen, Lützen és Weißenfels községekkel határos.

## Népesség
A település népességének változása:
| Lakosok száma | 8095 | 8077 | 7974 | 7974 | 7968 |
|               | 2017 | 2019 | 2021 | 2022 | 2023 |